# Norwegia na Letnich Igrzyskach Olimpijskich 1912
Norwegia na Letnich Igrzyskach Olimpijskich 1912 w Sztokholmie reprezentowana była przez 191 sportowców – w tym dwie kobiety.

## Zdobyte medale
| Medal  | Zawodnik | Dyscyplina sportowa | Konkurencja                                              |
| ------ | --- | ------------------- | -------------------------------------------------------- |
| Złoto  | Isak Abrahamsen, Hans Beyer, Hartmann Bjornsen, Alfred Engelsen, Bjarne Johnsen, Sigurd Jorgensen, Knud Leonard Knudsen, Alf Lie, Rolf Lie, Tor Lund, Petter Martinsen, Per Mathiesen, Jacob Opdahl, Nils Opdahl, Bjarne Pettersen, Frithjof Salen, Oistein Schirmer, Georg Selenius, Sigvard Sivertsen, Robert Sjursen, Einar Strom, Gabriel Thorstensen, Thomas Thorstensen, Nils Voss | Gimnastyka          | Ćwiczenia wolne drużynowo                                |
| Złoto  | Thomas Aass Andreas Brecke Torleiv Corneliussen Thoralf Glad Christian Jebe | Żeglarstwo          | Klasa 8 metrów                                           |
| Złoto  | Johan Anker Nils Bertelsen Eilert Falch-Lund Halfdan Hansen Magnus Konow Arnfinn Heje Alfred Larsen Petter Larsen Christian Staib Carl Thaulow | Żeglarstwo          | Klasa 12 metrów                                          |
| Złoto  | Ferdinand Bie | Lekkoatletyka       | Pięciobój                                                |
| Srebro | Gudbrand Skatteboe, Ole Sæther, Østen Østensen, Albert Helgerud, Olaf Sæther, Einar Liberg | Strzelectwo         | Karabin dowolny drużynowo                                |
| Brąz   | Arthur Amundsen, Jørgen Andersen, Trygve Bøyesen, Georg Brustad, Conrad Christensen, Oscar Engelstad, Marius Eriksen, Axel Henry Hansen, Petter Hol, Eugen Ingebretsen, Olaf Ingebretsen, Olof Jacobsen, Erling Jensen, Thor Jensen, Frithjof Olsen, Oscar Olstad, Edvin Paulsen, Carl Alfred Pedersen, Paul Pedersen, Rolf Robach, Sigurd Smebye, Torleif Torkildsen                    | Gimnastyka          | Ćwiczenia z przyrządem drużynowo                         |
| Brąz   | Claus Høyer, Reidar Holter, Magnus Herseth, Frithjof Olstad, Olav Bjørnstad | Wioślarstwo         | Czwórka ze sternikiem – łodzie z wewnętrznymi odsadniami |
| Brąz   | Engebret Skogen | Strzelectwo         | Karabin wojskowy 300 metrów z trzech pozycji             |
| Brąz   | Molla Bjurstedt | Tenis ziemny        | Kobiety gra pojedyncza na zewnątrz                       |

## Skład kadry

### Gimnastyka
| Zawodnik | Konkurencja                          | Finał  | Finał   |
| Zawodnik | Konkurencja                          | Wynik  | Miejsce |
| --- | ------------------------------------ | ------ | ------- |
| Isak Abrahamsen, Hans Beyer, Hartman Bjørnson, Alfred Engelsen, Bjarne Johnsen, Sigurd Jørgensen, Knud Knudsen, Alf Lie, Rolf Lie, Tor Lund, Petter Martinsen, Per Mathisen, Jacob Opdahl, Nils Opdahl, Bjarne Pettersen, Frithjof Sælen, Øistein Schirmer, Georg Selenius, Sigvard Sivertsen, Robert Sjursen, Einar Strøm, Gabriel Thorstensen, Thomas Thorstensen, Nils Voss | wielobój drużynowo w systemie wolnym | 114,25 | złoto   |
| Arthur Amundsen, Jørgen Andersen, Trygve Bøyesen, Georg Brustad, Conrad Christensen, Oscar Engelstad, Marius Eriksen, Aksel Hansen, Peter Hol, Eugen Ingebretsen, Olaf Ingebrigtsen, Olaf Jacobsen, Erling Jensen, Thor Jensen, Frithjof Olsen, Oscar Olstad, Edvin Paulsen, Carl Alfred Pedersen, Paul Pedersen, Realf Robach, Sigurd Smebye, Torleif Torkildsen              | wielobój drużynowo system szwedzki   | 857,21 | brąz    |

### Jeździectwo
| Konkurencja              | Zawodnik        | Koń  | Finał | Finał |
| Konkurencja              | Zawodnik        | Koń  | Wynik | Poz.  |
| ------------------------ | --------------- | ---- | ----- | ----- |
| Ujeżdżenie indywidualnie | Jens Falkenberg | King | 103   | 15.   |

| Konkurencja         | Zawodnik        | Koń     | Finał        | Finał          | Finał   |
| Konkurencja         | Zawodnik        | Koń     | Punkty karne | Zdobyte punkty | Miejsce |
| ------------------- | --------------- | ------- | ------------ | -------------- | ------- |
| Skoki indywidualnie | Karl Kildal     | Garcia  | 22           | 168            | 24.     |
| Skoki indywidualnie | Jørgen Jensen   | Jossy   | 25           | 165            | 26.     |
| Skoki indywidualnie | Jens Falkenberg | Florida | 29           | 161            | 28.     |

### Kolarstwo

#### Kolarstwo szosowe
| Zawodnik                                       | Konkurencja                    | Czas                 | Pozycja              |
| ---------------------------------------------- | ------------------------------ | -------------------- | -------------------- |
| Birgir Andreassen                              | jazda indywidualna na czas (m) | 11:20:14,6           | 14.                  |
| Paul Henrichsen                                | jazda indywidualna na czas (m) | 11:55:23,2           | 47.                  |
| Anton Hansen                                   | jazda indywidualna na czas (m) | 12:21:23,7           | 65.                  |
| Carl Gulbrandsen                               | jazda indywidualna na czas (m) | Nie ukończył wyścigu | Nie ukończył wyścigu |
| Carl Olsen                                     | jazda indywidualna na czas (m) | Nie ukończył wyścigu | Nie ukończył wyścigu |
| Martin Sæterhaug                               | jazda indywidualna na czas (m) | Nie ukończył wyścigu | Nie ukończył wyścigu |
| Birgir Andreassen Paul Henrichsen Anton Hansen | jazda drużynowa na czas (m)    | Nie sklasyfikowani   | Nie sklasyfikowani   |

### Lekkoatletyka
Konkurencje biegowe
| Konkurencja               | Zawodnik                                          | Eliminacje      | Eliminacje      | Półfinał      | Półfinał      | Finał              | Finał              |
| Konkurencja               | Zawodnik                                          | Wynik           | Miejsce         | Wynik         | Miejsce       | Wynik              | Miejsce            |
| ------------------------- | ------------------------------------------------- | --------------- | --------------- | ------------- | ------------- | ------------------ | ------------------ |
| 100 m                     | Herman Sotaaen                                    | b.d             | 3.              | Nie awansował | Nie awansował | Nie awansował      | Nie awansował      |
| 100 m                     | Alexander Pedersen                                | b.d             | 3.              | Nie awansował | Nie awansował | Nie awansował      | Nie awansował      |
| 200 m                     | Herman Sotaaen                                    | b.d             | 3.              | Nie awansował | Nie awansował | Nie awansował      | Nie awansował      |
| 400 m                     | Ole Jacob Pedersen                                | 51,6            | 2.              | b.d           | 5.            | Nie awansował      | Nie awansował      |
| 400 m                     | Alexander Pedersen                                | Dyskwalifikacja | Dyskwalifikacja | Nie awansował | Nie awansował | Nie awansował      | Nie awansował      |
| 800 m                     | Jacob Pedersen                                    | b.d             | 3.              | Nie awansował | Nie awansował | Nie awansował      | Nie awansował      |
| 800 m                     | Oscar Larsen                                      | b.d             | 3.              | Nie awansował | Nie awansował | Nie awansował      | Nie awansował      |
| 1500 m                    | Jacob Pedersen                                    | b.d             | 4.              |               |               | Nie awansował      | Nie awansował      |
| 1500 m                    | Oscar Larsen                                      | b.d             | 4.              |               |               | Nie awansował      | Nie awansował      |
| 110 m przez płotki        | Ferdinand Bie                                     | 16,2            | 1.              | 15,8          | 3.            | Nie awansował      | Nie awansował      |
| bieg przełajowy           | Olaf Hovdenak                                     |                 |                 |               |               | 50:40,8            | 19.                |
| bieg przełajowy           | Parelius Finnerud                                 |                 |                 |               |               | 51:16,2            | 20.                |
| bieg przełajowy           | Johannes Andersen                                 |                 |                 |               |               | 51:47,4            | 22.                |
| bieg przełajowy           | Nils Dahl                                         |                 |                 |               |               | Nie ukończył biegu | Nie ukończył biegu |
| bieg przełajowy drużynowo | Olaf Hovdenak Parelius Finnerud Johannes Andersen |                 |                 |               |               | 61                 | 4.                 |
| maraton                   | Axel Simonsen                                     |                 |                 |               |               | 3:04:59,4          | 23.                |
| maraton                   | Otto Osen                                         |                 |                 |               |               | 3:36:35,2          | 34.                |
| maraton                   | Oscar Fonbæk                                      |                 |                 |               |               | nie ukończył biegu | nie ukończył biegu |

Konkurencje techniczne
| Zawodnik         | Konkurencja            | Finał | Finał   |
| Zawodnik         | Konkurencja            | Wynik | Miejsce |
| ---------------- | ---------------------- | ----- | ------- |
| Ferdinand Bie    | skok w dal             | 6,75  | 11.     |
| Nils Fixdal      | skok w dal             | 6,71  | 13.     |
| Erling Vinne     | trójskok               | 14,14 | 4.      |
| Edvard Larsen    | trójskok               | 14,06 | 6.      |
| Nils Fixdal      | trójskok               | 13,96 | 8.      |
| Otto Monsen      | skok wzwyż             | 1,75  | 13.     |
| Gerhard Meling   | skok wzwyż             | 1,75  | 13.     |
| Ole Aarnæs       | skok wzwyż             | 1,75  | 13.     |
| Birger Brodtkorb | skok w dal z miejsca   | 3,05  | 12.     |
| Birger Brodtkorb | skok wzwyż z miejsca   | 1,40  | 13.     |
| Arne Halse       | rzut oszczepem         | 51,98 | 7.      |
| Daniel Johansen  | rzut oszczepem         | 47,61 | 12.     |
| Arne Halse       | rzut oszczepem oburącz | 96,92 | 5.      |
| Daniel Johansen  | rzut oszczepem oburącz | 92,82 | 7.      |

| Zawodnik      | Konkurencje   | Konkurencje                | Wyniki                | Punkty                   | Miejsce                  |
| ------------- | ------------- | -------------------------- | --------------------- | ------------------------ | ------------------------ |
| Ferdinand Bie | pięciobój     | skok w dal                 | 6,85                  | 2                        | 2.                       |
| Ferdinand Bie | pięciobój     | rzut oszczepem             | 46,45                 | 4                        | 4.                       |
| Ferdinand Bie | pięciobój     | Bieg na 200 m              | 23,5                  | 7                        | 7.                       |
| Ferdinand Bie | pięciobój     | rzut dyskiem               | 31,79                 | 4                        | 4.                       |
| Ferdinand Bie | pięciobój     | Bieg na 1500 m             | 5:07,8                | 6                        | 6.                       |
| Ferdinand Bie | pięciobój     | Finał                      |                       | 21                       | złoto                    |
| Ferdinand Bie | dziesięciobój | bieg 100 m                 | 11,7                  | 785,8                    | 12.                      |
| Ferdinand Bie | dziesięciobój | skok w dal                 | 6,69                  | 806,45                   | 4.                       |
| Ferdinand Bie | dziesięciobój | pchnięcie kulą             | 10,20                 | 540                      | 16.                      |
| Ferdinand Bie | dziesięciobój | skok wzwyż                 | 1,65                  | 650                      | 13.                      |
| Ferdinand Bie | dziesięciobój | bieg 400 m                 | 53,2                  | 819,52                   | 6.                       |
| Ferdinand Bie | dziesięciobój | rzut dyskiem               | 31,65                 | 627,22                   | 9.                       |
| Ferdinand Bie | dziesięciobój | bieg na 110 m przez płotki | 16,4                  | 867,0                    | 4.                       |
| Ferdinand Bie | dziesięciobój | skok o tyczce              | 2,90                  | 562,6                    | 10.                      |
| Ferdinand Bie | dziesięciobój | rzut oszczepem             | 48,52                 | 826,475                  | 2.                       |
| Ferdinand Bie | dziesięciobój | bieg na 1500 m             | Nie stanął na starcie | Nie stanął na starcie    | Nie stanął na starcie    |
| Ferdinand Bie | dziesięciobój | Finał                      |                       | Nie ukończył konkurencji | Nie ukończył konkurencji |

### Pięciobój nowoczesny
| Zawodnik     | Konkurencja   | Strzelanie | Strzelanie | Strzelanie | Pływanie | Pływanie | Pływanie | Szermierka | Szermierka | Szermierka | Jazda konna     | Jazda konna     | Jazda konna     | Bieg przełajowy          | Bieg przełajowy          | Bieg przełajowy          | Suma punktów             | Pozycja                  |
| Zawodnik     | Konkurencja   | Wynik      | M.         | Punkty     | Czas     | M.       | Punkty   | Wygrane    | M.         | Punkty     | Kary            | M.              | Punkty          | Czas                     | M.                       | Punkty                   | Suma punktów             | Pozycja                  |
| ------------ | ------------- | ---------- | ---------- | ---------- | -------- | -------- | -------- | ---------- | ---------- | ---------- | --------------- | --------------- | --------------- | ------------------------ | ------------------------ | ------------------------ | ------------------------ | ------------------------ |
| Carl Paaske  | indywidualnie | 147        | 19.        | 19         | 6:49,2   | 16.      | 16       | 13         | 14.        | 14         | 0               | 14.             | 14              | 21:19,8                  | 8.                       | 8                        | 71                       | 13.                      |
| Henrik Norby | indywidualnie | 110        | 27.        | 27         | 7:48,6   | 21.      | 21       | 14         | 12.        | 12         | Dyskwalifikacja | Dyskwalifikacja | Dyskwalifikacja | Nie ukończył konkurencji | Nie ukończył konkurencji | Nie ukończył konkurencji | Nie ukończył konkurencji | Nie ukończył konkurencji |

### Piłka nożna
Reprezentacja mężczyzn
| - Erling Maartmann - Rolf Maartmann - Hans Endrerud - Kristian Krefting - Henry Reinholt - Gunnar Andersen |  | - Charles Herlofson - Harald Johansen - Einar Friis Baastad - Per Skou - Ingolf Pedersen - Sverre Jensen |

Reprezentacja Norwegii w turnieju olimpijskim rozpoczęła od ćwierćfinału w którym uległa reprezentacji Danii. W turnieju pocieszania reprezentacja Norwegii w pierwszej rundzie uległa reprezentacji Cesarstwa Austrii. Ostatecznie reprezentacja Norwegii została sklasyfikowana na 11. miejscu.

#### Ćwierćfinał
| 30 czerwca 1912 16:30 | Dania · Anthon Olsen 4', 70', 88' · Vilhelm Wolfhagen 25' · Nils Middelboe 37' · Sophus Nielsen 60', 85' | 7 : 0(3:0) | Norwegia | Idrottsplats Råsunda, Solna Widzów: 700 Sędzia: Ruben Gelbord |
|                       | |            |          |                                                               |

#### I runda turnieju
| 1 lipca 1912 11:00 | Austria · Leopold Grundwald 2' | 1 : 0(1:0) | Norwegia | Sportplats Traneberg, Traneberg Widzów: 200 Sędzia: Per Sjöblom |
|                    |                                |            |          |                                                                 |

### Pływanie
Mężczyźni
| Konkurencja       | Zawodnik       | Eliminacje           | Eliminacje           | Ćwierćfinał    | Ćwierćfinał    | Półfinał       | Półfinał       | Finał          | Finał          |
| Konkurencja       | Zawodnik       | Czas                 | Miejsce              | Czas           | Miejsce        | Czas           | Miejsce        | Czas           | Miejsce        |
| ----------------- | -------------- | -------------------- | -------------------- | -------------- | -------------- | -------------- | -------------- | -------------- | -------------- |
| 100 m dowolnym    | John Johnsen   | 1:19,2               | 4.                   | Nie aweansował | Nie aweansował | Nie aweansował | Nie aweansował | Nie aweansował | Nie aweansował |
| 400 m dowolnym    | John Johnsen   | 6:14,4               | 2.                   |                |                | b.d            | 6.             | Nie awansował  | Nie awansował  |
| 1500 m dowolnym   | John Johnsen   | 25:45,6              | 3.                   |                |                | Nie awansował  | Nie awansował  | Nie awansował  | Nie awansował  |
| 1500 m dowolnym   | Herbert Wetter | Nie ukończył wyścigu | Nie ukończył wyścigu |                |                | Nie awansował  | Nie awansował  | Nie awansował  | Nie awansował  |
| 100 m grzbietowym | Harry Svendsen | 1:47,2               | 3.                   |                |                | nie awansował  | nie awansował  | nie awansował  | nie awansował  |
| 100 m grzbietowym | John Johnsen   | 1:34,20              | 4.                   |                |                | Nie awansował  | Nie awansował  | Nie awansował  | Nie awansował  |
| 200 m klasycznym  | Audun Rusten   | Dyskwalifikacja      | Dyskwalifikacja      |                |                | Nie awansował  | Nie awansował  | Nie awansował  | Nie awansował  |

Kobiety
| Konkurencja    | Zawodnik      | Eliminacje | Eliminacje | Półfinał       | Półfinał       | Finał          | Finał          |
| Konkurencja    | Zawodnik      | Czas       | Miejsce    | Czas           | Miejsce        | Czas           | Miejsce        |
| -------------- | ------------- | ---------- | ---------- | -------------- | -------------- | -------------- | -------------- |
| 100 m dowolnym | Aagot Normann | b.d        | 6.         | Nie awansowała | Nie awansowała | Nie awansowała | Nie awansowała |

### Skoki do wody
| Konkurencja              | Zawodnik         | Eliminacje | Eliminacje | Półfinał | Półfinał | Finał         | Finał         |
| Konkurencja              | Zawodnik         | Wynik      | Pozycja    | Wynik    | Pozycja  | Wynik         | Pozycja       |
| ------------------------ | ---------------- | ---------- | ---------- | -------- | -------- | ------------- | ------------- |
| wieża 10 m               | Nils Tvedt       | 31,7       | 5.         |          |          | Nie awansował | Nie awansował |
| wieża 10 m               | Sigvard Andersen | 28,6       | 7.         |          |          | Nie awansował | Nie awansował |
| wieża 10 m               | Alfred Engelsen  | 28,3       | 7.         |          |          | Nie awansował | Nie awansował |
| skoki standard i dowolne | Sigvard Andersen | 56,40      | 5.         |          |          | Nie awansował | Nie awansował |

### Strzelectwo
| Konkurencja                                | Zawodnik                                                                              | Finał | Finał   |
| Konkurencja                                | Zawodnik                                                                              | Wynik | Pozycja |
| ------------------------------------------ | ------------------------------------------------------------------------------------- | ----- | ------- |
| karabin dowolny 600 m                      | Ole Degnæs                                                                            | 84    | 17.     |
| karabin dowolny 600 m                      | Arne Sunde                                                                            | 80    | 30.     |
| karabin dowolny 600 m                      | Hans Nordvik                                                                          | 79    | 35.     |
| karabin dowolny 600 m                      | Gudbrand Skatteboe                                                                    | 77    | 40.     |
| karabin dowolny 600 m                      | Thomas Refsum                                                                         | 76    | 41.     |
| karabin dowolny 600 m                      | Ragnvald Maseng                                                                       | 73    | 55.     |
| karabin dowolny 600 m                      | Ole Jensen                                                                            | 73    | 56.     |
| karabin dowolny 600 m                      | Paul Vighals                                                                          | 72    | 57.     |
| karabin dowolny 600 m                      | Ole Sæther                                                                            | 70    | 60.     |
| karabin dowolny 600 m                      | Søren Christensen                                                                     | 40    | 82.     |
| karabin dowolny 600 m                      | Alfred Thielemann                                                                     | 57    | 75.     |
| karabin dowolny 600 m                      | Albert Helgerud                                                                       | 74    | 47.     |
| karabin wojskowy trzy postawy 300 m        | Engebret Skogen                                                                       | 95    | brąz    |
| karabin wojskowy trzy postawy 300 m        | Julius Braathe                                                                        | 88    | 15.     |
| karabin wojskowy trzy postawy 300 m        | Mathias Glomnes                                                                       | 82    | 35.     |
| karabin wojskowy trzy postawy 300 m        | Johannes Jordell                                                                      | 80    | 41.     |
| karabin wojskowy trzy postawy 300 m        | Arne Sunde                                                                            | 80    | 44.     |
| karabin wojskowy trzy postawy 300 m        | Albert Helgerud                                                                       | 75    | 55.     |
| karabin wojskowy trzy postawy 300 m        | Herman Skjerven                                                                       | 71    | 62.     |
| karabin wojskowy trzy postawy 300 m        | Alfred Thielemann                                                                     | 62    | 76.     |
| karabin wojskowy trzy postawy 300 m        | Ole Bjerke                                                                            | 61    | 80.     |
| karabin wojskowy trzy postawy 300 m        | Johannes Espelund                                                                     | 60    | 81.     |
| karabin wojskowy trzy postawy 300 m        | Birger Lie                                                                            | 59    | 82.     |
| karabin wojskowy trzy postawy 300 m        | Carl Veidahl                                                                          | 40    | 89.     |
| karabin wojskowy drużynowo                 | Ole Degnæs Arne Sunde Ole Jensen Hans Nordvik Olaf Husby Mathias Glomnes              | 1473  | 6.      |
| karabin dowolny 3 postawy                  | Gudbrand Skatteboe                                                                    | 956   | 5.      |
| karabin dowolny 3 postawy                  | Albert Helgerud                                                                       | 952   | 7.      |
| karabin dowolny 3 postawy                  | Ole Sæther                                                                            | 941   | 9.      |
| karabin dowolny 3 postawy                  | Einar Liberg                                                                          | 921   | 15.     |
| karabin dowolny 3 postawy                  | Olaf Sæther                                                                           | 914   | 18.     |
| karabin dowolny 3 postawy                  | Paul Vighals                                                                          | 911   | 22.     |
| karabin dowolny 3 postawy                  | Østen Østensen                                                                        | 911   | 23.     |
| karabin dowolny 3 postawy                  | Thomas Refsum                                                                         | 905   | 26.     |
| karabin dowolny 3 postawy                  | Olaf Husby                                                                            | 905   | 27.     |
| karabin dowolny 3 postawy                  | Julius Braathe                                                                        | 900   | 29.     |
| karabin dowolny 3 postawy                  | Arne Sunde                                                                            | 900   | 30.     |
| karabin dowolny 3 postawy                  | Engebret Skogen                                                                       | 899   | 31.     |
| karabin dowolny 3 postawy drużynowo        | Gudbrand Skatteboe Ole Sæther Østen Østensen Albert Helgerud Olaf Sæther Einar Liberg | 5602  | srebro  |
| karabin małokalibrowy dowolna postawa 50 m | Arne Sunde                                                                            | 176   | 30.     |
| karabin małokalibrowy dowolna postawa 50 m | Johannes Jordell                                                                      | 172   | 35.     |
| karabin małokalibrowy dowolna postawa 50 m | Ragnvald Maseng                                                                       | 156   | 40.     |
| trap indywidualnie                         | Frantz Rosenberg                                                                      | 81    | 23.     |
| trap indywidualnie                         | Carsten Henrik Bruun                                                                  | 74    | 27.     |
| trap indywidualnie                         | Alfred Stabell                                                                        | 3     | 61.     |

### Szermierka
| Konkurencja          | Zawodnik                                                     | 1 runda | 1 runda | 2 runda                                                                                   | 2 runda       | Półfinały      | Półfinały      | Finał          | Finał          | Pozycja        |
| Konkurencja          | Zawodnik                                                     | Przeciwnik | Wynik   | Przeciwnik                                                                                | Wynik         | Przeciwnik     | Wynik          | Przeciwnik     | Wynik          | Pozycja        |
| -------------------- | ------------------------------------------------------------ | --- | ------- | ----------------------------------------------------------------------------------------- | ------------- | -------------- | -------------- | -------------- | -------------- | -------------- |
| szpada indywidualnie | Hans Bergsland                                               | Konstandinos Kodzias Arthur Griez von Ronse Léon Tom Władimir Kajzer Fernando Correia Vilém Tvrzský                 |         | Nie awansował                                                                             | Nie awansował | Nie awansował  | Nie awansował  | Nie awansował  | Nie awansował  | Nie awansował  |
| szpada indywidualnie | Severin Finne                                                | Vilém Goppold Jr. Einar Sörensen Sherman Hall George van Rossem Władimir Sarnawski                                  |         | Jeorjos Petropulos Robert Montgomerie Jan de Beaufort Arthur Griez von Ronse Paul Anspach |               | Nie awansował  | Nie awansował  | Nie awansował  | Nie awansował  | Nie awansował  |
| szpada indywidualnie | Christopher von Tangen                                       | Zdeněk Vávra Gawriił Bertrain George Breed                                                                          | P       | Nie awansował                                                                             | Nie awansował | Nie awansował  | Nie awansował  | Nie awansował  | Nie awansował  | Nie awansował  |
| szpada indywidualnie | Bjarne Eriksen                                               | Edgar Seligman Miloš Klika Jacques Ochs Lew Martiuszew                                                              | P W     | Nie awansował                                                                             | Nie awansował | Nie awansował  | Nie awansował  | Nie awansował  | Nie awansował  | Nie awansował  |
| szpada indywidualnie | Lars Aas                                                     | Philippe Le Hardy de Beaulieu Martin Holt Alfred Sauer Josef Javůrek Albertus Perk Walter Gates                     |         | František Kříž Edgar Amphlett Ejnar Levison Hans Thomson Jacques Ochs                     |               | Nie awansował  | Nie awansował  | Nie awansował  | Nie awansował  | Nie awansował  |
| szpada indywidualnie | Harald Platou                                                | Robert Montgomerie František Kříž Heinrich Schrader Marc Larimer Fernand de Montigny                                |         | Nie awansował                                                                             | Nie awansował | Nie awansował  | Nie awansował  | Nie awansował  | Nie awansował  | Nie awansował  |
| szpada indywidualnie | Sigurd Mathiesen                                             | Arthur Everitt Victor Boin Graeme Hammond Jacob van Geuns                                                           |         | Einar Sörensen Gerald Ames Petros Manos George Breed Emil Schön                           |               | Nie awansował  | Nie awansował  | Nie awansował  | Nie awansował  | Nie awansował  |
| szpada drużynowo     | Hans Bergsland Severin Finne Lars Aas Christopher von Tangen | |         | Bohemia · Szwecja                                                                         | P             | Nie awansowali | Nie awansowali | Nie awansowali | Nie awansowali | Nie awansowali |
| floret indywidualnie | Lars Aas                                                     | Francesco Pietrasanta Sotirios Notaris Fernand de Montigny Ernest Stenson-Cooke John MacLaughlin Nikołaj Gorodiecki |         | Nie awansował                                                                             | Nie awansował | Nie awansował  | Nie awansował  | Nie awansował  | Nie awansował  | Nie awansował  |
| floret indywidualnie | Christopher von Tangen                                       | Karl Hjorth Robert Montgomerie Oluf Berntsen Lew Martiuszew Paul Anspach Reinhold Trampler                          |         | Nie awansował                                                                             | Nie awansował | Nie awansował  | Nie awansował  | Nie awansował  | Nie awansował  | Nie awansował  |
| floret indywidualnie | Bjarne Eriksen                                               | Henri Anspach Richard Verderber Adrianus de Jong Anatolij Jakowlew Ahmed Hassanein                                  |         | László Berti Emil Schön Paul Anspach Ejnar Levison Jacques Ochs                           |               | Nie awansował  | Nie awansował  | Nie awansował  | Nie awansował  | Nie awansował  |

### Tenis ziemny
| Konkurencja | Zawodnik                         | 1 runda                                               | 2 runda                                          | 3 runda                                          | Ćwierćfinały     | Półfinały                                | Finał                         | Miejsce |
| Konkurencja | Zawodnik                         | Przeciwnik Wynik                                      | Przeciwnik Wynik                                 | Przeciwnik Wynik                                 | Przeciwnik Wynik | Przeciwnik Wynik                         | Przeciwnik Wynik              | Miejsce |
| ----------- | -------------------------------- | ----------------------------------------------------- | ------------------------------------------------ | ------------------------------------------------ | ---------------- | ---------------------------------------- | ----------------------------- | ------- |
| Singiel (m) | Herman Bjørklund                 | Oscar Kreuzer P 0:3 (0:6,0:6,1:6)                     | Nie awansował                                    | Nie awansował                                    | Nie awansował    | Nie awansował                            | Nie awansował                 | 31.     |
| Singiel (m) | Willem Stibolt                   |                                                       | Josef Šebek P 0:3 (1:6,3:6,0:6)                  | Nie awansował                                    | Nie awansował    | Nie awansował                            | Nie awansował                 | 17.     |
| Singiel (m) | Conrad Langaard                  | Albert Canet P 0:3 (3:6,0:6,1:6)                      | Nie awansował                                    | Nie awansował                                    | Nie awansował    | Nie awansował                            | Nie awansował                 | 31.     |
| Singiel (m) | Richard Peterson                 | Ludwig von Salm P 0:3 (1:6,5:7,3:6)                   | Nie awansował                                    | Nie awansował                                    | Nie awansował    | Nie awansował                            | Nie awansował                 | 31.     |
| Singiel (m) | Trygve Smith                     | Wollmar Boström P 0:3 (2:6,4:6,1:6)                   | Nie awansował                                    | Nie awansował                                    | Nie awansował    | Nie awansował                            | Nie awansował                 | 31.     |
| debel (m)   | Trygve Smith Herman Bjørklund    |                                                       | Arthur Zborzil Felix Pipes P 0:3 (0:6,2:6,0:6)   | Nie awansowali                                   | Nie awansowali   | Nie awansowali                           | Nie awansowali                | 15.     |
| debel (m)   | Bjarne Angell Willem Stibolt     |                                                       | Ladislav Žemla Jaroslav Just P 0:3 (1:6,2:6,0:6) | Nie awansowali                                   | Nie awansowali   | Nie awansowali                           | Nie awansowali                | 15.     |
| debel (m)   | Richard Peterson Conrad Langaard |                                                       |                                                  | Ladislav Žemla Jaroslav Just P 0:3 (1:6,2:6,4:6) | Nie awansowali   | Nie awansowali                           | Nie awansowali                | 9.      |
| singiel (k) | Molla Bjurstedt                  |                                                       |                                                  |                                                  | wolny los        | Marguerite Broquedis P 1:2 (3:6,6:2,4:6) | Edith Arnheim W 2:0 (6:2,6:2) | brąz    |
| mikst       | Molla Bjurstedt Conrad Langaard  | Annie Holmström Thorsten Grönfors P 1:2 (4:6,6:4,5:7) |                                                  |                                                  | Nie awansowali   | Nie awansowali                           | Nie awansowali                | 5.      |

### Wioślarstwo
| Konkurencja                                              | Zawodnik | Runda 1 | Runda 1 | Ćwierćfinał    | Ćwierćfinał    | Półfinał       | Półfinał       | Finał          | Finał          | Pozycja        |
| Konkurencja                                              | Zawodnik | Czas    | M.      | Czas           | M.             | Czas           | M.             | Czas           | M.             | Pozycja        |
| -------------------------------------------------------- | --- | ------- | ------- | -------------- | -------------- | -------------- | -------------- | -------------- | -------------- | -------------- |
| Czwórka ze sternikiem                                    | Henry Larsen Mathias Torstensen Theodor Klem Haakon Tønsager Ejnar Tønsager                                                    | 7:15,0  | 1.      | 7:05,5         | 1.             | 7:05,0         | 2.             | Nie awansowali | Nie awansowali | brąz           |
| Czwórka ze sternikiem                                    | Øyvin Davidsen Leif Rode Theodor Schjøth Olaf Dahll Einar Eriksen                                                              | 7:27,4  | 1.      | b.d            | 2.             | Nie awansowali | Nie awansowali | Nie awansowali | Nie awansowali | Nie awansowali |
| Czwórka ze sternikiem (łodzie z wewnętrznymi odsadniami) | Gunnar Grantz Olaf Solberg Gustav Hæhre Hannibal Fegth John Bjørnstad                                                          | b.d     | 2.      |                |                | Nie aansowali  | Nie aansowali  | Nie aansowali  | Nie aansowali  | Nie aansowali  |
| Czwórka ze sternikiem (łodzie z wewnętrznymi odsadniami) | Claus Høyer Reidar Holter Magnus Herseth Frithjof Olstad Olav Bjørnstad                                                        | 8:03,0  | 1.      |                |                | b.d            | 2.             | Nie awansowali | Nie awansowali | brąz           |
| ósemka                                                   | Einar Sommerfelt Thomas Høie Harald Herolfson Olaf Solberg Gustav Hæhre Hannibal Fegth Gunnar Grantz Otto Krogh John Bjørnstad | b.d     | 2.      | Nie awansowali | Nie awansowali | Nie awansowali | Nie awansowali | Nie awansowali | Nie awansowali | Nie awansowali |

### Zapasy
| Konkurencja                   | Zawodnik             | Runda 1             | Runda 2             | Runda 3               | Runda 4             | Runda 5            | Runda 6          | Runda 7          | Finał            | Miejsce       |
| Konkurencja                   | Zawodnik             | Przeciwnik Wynik    | Przeciwnik Wynik    | Przeciwnik Wynik      | Przeciwnik Wynik    | Przeciwnik Wynik   | Przeciwnik Wynik | Przeciwnik Wynik | Przeciwnik Wynik | Miejsce       |
| ----------------------------- | -------------------- | ------------------- | ------------------- | --------------------- | ------------------- | ------------------ | ---------------- | ---------------- | ---------------- | ------------- |
| styl klasyczny waga piórkowa  | Mikael Hestdahl      | Bruno Åkesson W     | Erik Öberg p        | Hjalmar Lehmusvirta p | Nie awansował       | Nie awansował      | Nie awansował    | Nie awansował    | Nie awansował    | Nie awansował |
| styl klasyczny waga piórkowa  | Christian Arnesen    | Josef Beránek W     | Pawieł Pawłowicz p  | Arvid Beckman p       | Nie awansował       | Nie awansował      | Nie awansował    | Nie awansował    | Nie awansował    | Nie awansował |
| styl klasyczny waga piórkowa  | Ragnvald Gullaksen   | Ewald Persson W     | Arvid Beckman p     | Otto Lasanen p        | Nie awansował       | Nie awansował      | Nie awansował    | Nie awansował    | Nie awansował    | Nie awansował |
| styl klasyczny waga lekka     | Herbrand Lofthus     | Raymond Cabal W     | Andreas Dumrauf W   | Johan Nilsson p       | Ludwig Saeurhöfer W | Edvin Mattiasson p | Nie awansował    | Nie awansował    | Nie awansował    | Nie awansował |
| styl klasyczny waga lekka     | Thorbjørn Frydenlund | Viktor Fischer p    | Gottfrid Svensson p | Nie awansował         | Nie awansował       | Nie awansował      | Nie awansował    | Nie awansował    | Nie awansował    | Nie awansował |
| styl klasyczny waga lekka     | Richard Frydenlund   | William Lupton W    | William Ruff W      | Jan Balej p           | Johan Salonen p     | Nie awansował      | Nie awansował    | Nie awansował    | Nie awansował    | Nie awansował |
| styl klasyczny waga lekka     | Thorvald Olsen       | David Kolehmainen p | Aatami Tanttu p     | Nie awansował         | Nie awansował       | Nie awansował      | Nie awansował    | Nie awansował    | Nie awansował    | Nie awansował |
| styl klasyczny waga półciężka | Ansgar Løvold        | Karl Lind p         | Karl Barl p         | Nie awansował         | Nie awansował       | Nie awansował      | Nie awansował    | Nie awansował    | Nie awansował    | Nie awansował |

### Żeglarstwo
| Zawodnik | Konkurencja     | Wyścig           | Wyścig            | Punkty | Finałowa pozycja |
| Zawodnik | Konkurencja     | Wyścig I miejsce | Wyścig II miejsce | Punkty | Finałowa pozycja |
| --- | --------------- | ---------------- | ----------------- | ------ | ---------------- |
| Edvart Christensen Hans Christiansen Eigil Christiansen                                                                                        | klasa 6 metrów  | 5.               | 5.                | 0      | 5.               |
| Thoralf Glad Thomas Aass Andreas Brecke Torleiv Corneliussen Christian Jebe                                                                    | klasa 8 metrów  | 1.               | 1.                | 14     | złoto            |
| Johan Anker Nils Bertelsen Eilert Falch-Lund Halfdan Hansen Magnus Konow Arnfinn Heje Alfred Larsen Petter Larsen Christian Staib Carl Thaulow | klasa 12 metrów | 1.               | 1.                | 14     | złoto            |